# Zona de fratura de Clipperton

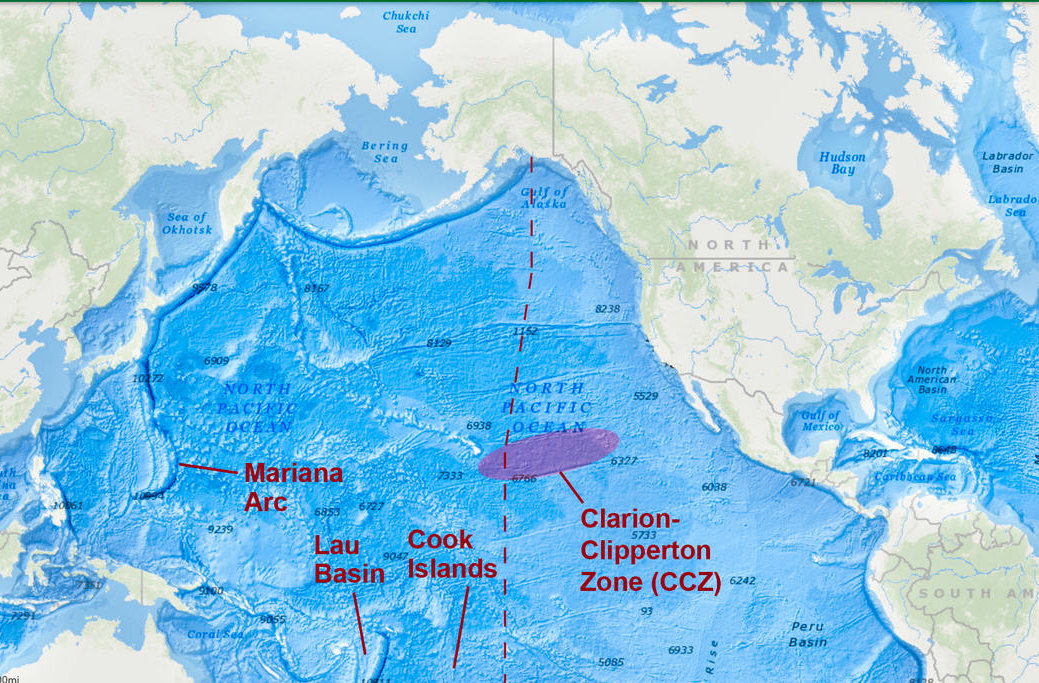
Localização da zona Clarion Clipperton

A Zona de Fratura Clipperton, também conhecida como Zona Clarion-Clipperton,  é uma zona geológica de fratura submarina do Oceano Pacífico. É uma das cinco principais lineações do piso norte do Pacífico, ao sul da Zona de Fratura Clarion. Foi descoberta pelo Scripps Institution of Oceanography em 1950. A zona é administrada pela Autoridade Internacional dos Fundos Marinhos (ISA). A área está sob consideração para mineração em alto mar devido à presença abundante de nódulos de manganês.
A zona se estende por cerca de 7.240 quilômetros (4.500 milhas). A fratura é uma característica topográfica incomumente montanhosa. A zona abrange aproximadamente 4,500,000 quilômetro quadrados (1,7 sq mi).  Começa a leste-nordeste das Ilhas Line e termina na Fossa da América Central, na costa da América Central.    Forma uma linha aproximada na mesma latitude de Kiribati e da ilha de Clipperton.
Em 2016, a investigação do fundo do mar da zona revelou conter uma abundância e diversidade de vida – mais de metade das espécies recolhidas eram novas para a ciência. 
A zona é às vezes referida como Zona de Fratura Clarion-Clipperton (CCFZ),  com referência à Ilha Clarion no extremo norte da zona.

## Mineração em alto mar
A zona foi dividida em 16 reivindicações de mineração abrangendo aproximadamente 1.000.000 de quilômetros quadrados. Outras nove áreas, cada uma cobrindo 160,000 quilômetro quadrados (61,776 sq mi), foram reservados para conservação.  A ISA estima que a quantidade total de nódulos na Zona Clarion Clipperton excede 21 bilhões de toneladas (Bt), contendo cerca de 5,95 Bt de manganês, 0,27 Bt de níquel, 0,23 Bt de cobre e 0,05 Bt de cobalto.  A ISA emitiu 19 licenças para exploração mineira nesta área.  As operações exploratórias de extração em grande escala foram programadas para começar no final de 2021.  A ISA pretendia publicar o código de mineração em alto mar em julho de 2023. Os pedidos de licença comercial deveriam ser aceitos para análise posteriormente. 

## Preocupações ambientais
As áreas da zona de fratura que foram licenciadas para mineração abrigam uma diversidade de xenofóforos de águas profundas. Um estudo de 2017 encontrou 34 novas espécies na área. Os xenofóforos são altamente sensíveis às perturbações humanas, de modo que a mineração pode afetá-los negativamente. Desempenham um papel fundamental nos ecossistemas bênticos, de modo que a sua remoção pode amplificar as consequências ecológicas.  Os nódulos são considerados “críticos para a integridade da cadeia alimentar”. A zona abriga corais, pepinos do mar, vermes, polvos dumbo e muitas outras espécies. 